# Ragnar Klavan
Ragnar Klavan (Viljandi, 30 de outubro de 1985) é um ex-futebolista estoniano que atuava como zagueiro.

## Títulos

### FC Flora Tallinn
- Meistriliiga: 2003
- Copa da Estônia: Vice 2003
- Estonian SuperCup: 2003

### Vålerenga IF
- Tippeligaen: Vice 2004

### AZ Alkmaar
- Eredivisie: 2008–09